# 풍토기
풍토기에 대해 설명한다.

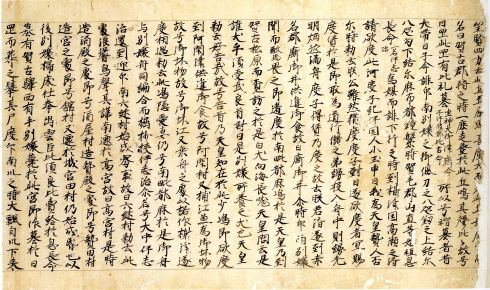

1. 중국의 서적명. 서진의 평서장군 주처(平西将軍 周処)에 의한 주처풍토기(周処風土記)로 시작되어 노식(盧植)에 의한 기주풍토기(冀州風土記), 심영(沈瑩)에 의한 임해풍토기(臨海風土記), 육공지(陸恭之)가 지었다고 전해지는 풍토기, 후위풍토기(後魏風土記)등이 있었다고 전해진다. 변경지역 생활상의 견문을 정리하였다고 전해지지만, 상세한 내용은 분명하지 않다.
2. 일본 나라 시대의 지방 문화풍토, 지세 등을 각 국(国) 별로 기록 편찬한 것. '풍토기'는 정식명칭이 아니고, 다른 풍토기와 구분하여 「고풍토기(古風土記)」라고도 한다. 몇 개의 풍토기가 일본 율령국가 체제하의 각 국(国)별로 기록된 흔적이 있고, 몇몇 현존하는 풍토기가 있으나 가장 완전에 가까운 형태로 현존하는 것은 이즈모(出雲)풍토기, 또는 이즈모국(出雲国)풍토기이다.
3. 2항의 풍토기들이 후대에 소실됨으로 인해, 이후에 재편찬된 것. 또는 지방의 역사나 문물을 기록한 서적의 일반 명칭. 三河後風土記, 東北後風土記, 斐太後風土記, 오늘의 풍토기(今日の風土記) 등.

## 고풍토기
나라시대 초엽인 713년(와도(和銅) 6년) 5월, 겐메이 천황은 일본의 각 국(쿠니,国)에 풍토기의 편찬을 명하였다(이 시점에서는 풍토기라는 명칭은 사용되지 않았다). 관찬의 지지(地誌). 황명에 의해 칙진(撰進)한 것은 각 국의 국청(国庁). 한문체를 주로 이용한 문체로 쓰여졌다.
『속일본기』의 와도 6년 5월 갑자(2일)조의 기사에 풍토기 편찬의 명령이 실려 있는데, 풍토기에 기록해야 할 내용으로서,
1. 군향(郡郷)의 명칭（호자[好字, 인명/지명용으로 이용되는 상서로운 글자]를 이용해서 표기）
2. 산물(産物)
3. 토지의 비옥도
4. 지명의 기원
5. 전해지는 옛이야기와 기이한 사건.

이 제시되고 있다.
완벽히 현존하는 풍토기는 없지만, <이즈모국 풍토기>가 거의 완본에 가깝게 남아 있고, 하리마국 풍토기(播磨国風土記), 히젠국 풍토기(肥前国風土記), 히타치국 풍토기(常陸国風土記), 분고국 풍토기(豊後国風土記)가 일부 손실된 형태로 남아 있다. 그 외 지역의 풍토기는 존재하였을 것으로 여겨지지만, 오늘날에는 후세의 서적에 인용되어 있는 당시 풍토기의 내용들로부터 그 형태를 추측해볼 수 있을 뿐이다.

### 일본 각국(各国)의 풍토기
「※」이외에는 모두 전해지지 않는다.

#### 기나이(畿内)
- 山城国風土記
- 大和国風土記
- 摂津国風土記
- 河内国風土記
- 和泉国風土記

#### 도카이도(東海道)
- 伊賀国風土記
- 伊勢国風土記
- 志摩国風土記
- 尾張国風土記
- 駿河国風土記
- 伊豆国風土記
- 甲斐国風土記
- 相模国風土記
- 下総国風土記
- 上総国風土記
- 常陸国風土記※

#### 도산도(東山道)
- 近江国風土記
- 美濃国風土記
- 飛騨国風土記
- 信濃国風土記
- 陸奥国風土記

#### 호쿠리쿠도(北陸道)
- 若狭国風土記
- 越前国風土記
- 越後国風土記

#### 산인도(山陰道)
- 丹後国風土記
- 因幡国風土記
- 伯耆国風土記
- 出雲国風土記※
- 石見国風土記

#### 산요도(山陽道)
- 播磨国風土記※
- 美作国風土記
- 備前国風土記
- 備中国風土記
- 備後国風土記

#### 난카이도(南海道)
- 紀伊国風土記
- 淡路国風土記
- 阿波国風土記
- 讃岐国風土記
- 伊予国風土記
- 土佐国風土記

#### 사이카이도(西海道)
- 筑前国風土記
- 筑後国風土記
- 豊前国風土記
- 豊後国風土記※
- 肥前国風土記※
- 肥後国風土記
- 日向国風土記
- 大隅国風土記
- 薩摩国風土記
- 壱岐国風土記
- 対馬国風土記

## 같이 보기
- 삼국명승도회(三国名勝図会)
- 구니
- 고키시치도